# Виндекк
Виндекк (нем. Windeck) — община в Германии, в земле Северный Рейн-Вестфалия. Подчиняется административному округу Кёльн. Входит в состав района Рейн-Зиг. Население составляет 20 455 человек (на 31 декабря 2010 года). Занимает площадь 107,26 км².

## География

### Поселения
Айх, Альсен, Альтвиндек, Альтенхерфен, Ау, Беллинген, Гайльхаузен, Геррессен, Гирцхаген, Гутманнсайхен, Даттенфельд, Дистельсхаузен, Драйзель, Ойленбрух, Хальшайд,  Ханенбах, Хау, Хельпенштелль, Херхен, Эренхаузен.

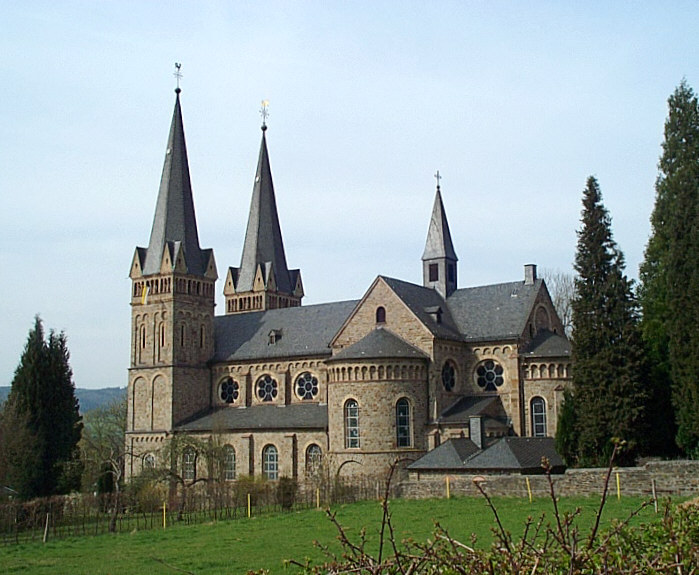
Виндекк